# Korrupciókutató Központ Budapest
A Korrupciókutató Központ Budapest (angolul Corruption Research Center Budapest, CRCB) 2013 novemberében alapított civil szervezet, amelynek tevékenysége a magyarországi korrupcióval kapcsolatos független kutatásra, illetve az eredmények közzétételére terjed ki. A szervezet önmeghatározása szerint pártoktól, kormányoktól és egyéb politikai érdekcsoportoktól független agytrösztként működik.

## Tevékenysége

### Céljai
A szervezet célja a korrupció és a kormányzati szabályozási problémák okainak, jellemzőinek és következményeinek feltárása. Közzétett eredményeikkel segíteni kívánják a korrupcióval szembeni polgári fellépést. Nézeteik szerint a mindenkori kormányok jó működésének feltétele, hogy a kormányzati teljesítmény megismerhető, mérhető legyen.

### Működése
A Központ finanszírozását elsősorban magánadakozásokból, kutatási pályázati forrásokból végzi, emellett nemzetközi szervezetekkel, civil szervezetekkel és cégekkel áll munkakapcsolatban.
Vezetője Tóth István János közgazdász, az MTA Közgazdaság- és Regionális Tudományi Kutatóközpont Közgazdaság-tudományi Intézetének tudományos főmunkatársa. A Központ szakértői gárdáját többek között közgazdászok, jogászok, informatikusok, és az ő munkájukba bekapcsolódó egyetemi gyakornokok képezik.
A szervezet munkája nem merül ki a kutatásban, a tanulmányok megírásában és közlésében, hanem politikai véleményt is alkotnak a korrupcióval érintett folyamatokról.
2016 és 2018 között összesen 27 tanulmányt adtak ki. Saját kiadású tanulmányaik mellett a kutatási eredményeket összefoglaló cikkeiket különféle híroldalakon teszik közzé, például az Átlátszó.hu-n.

### Eredményei
Kutatásaikat elsősorban az állami közbeszerzésekkel kapcsolatban tették közzé.
2016-ban közölt elemzésükben 120 ezer közbeszerzés adatait összesítve vizsgálták, hogy ezeken kialakult-e tényleges versenyhelyzet, hogy mennyiben különbözött a vállalási ár a kiírásban szereplő ártól, illetve hogy ezeken kívül milyen további jellemzők utalnak a korrupció kockázatára. Feltárták például, hogy a 2009–2015 közötti időszakban az egy ajánlat mellett lebonyolított közbeszerzések aránya 25-40% között ingadozott, amit igen nagy korrupciós kockázatként értékeltek. 2018-ban az Európai Parlament Költségvetés-ellenőrzési Bizottsága javasolta, hogy a Magyarországgal kapcsolatos eljárásuk során a Korrupciókutató Központ fenti dokumentumát is vegyék figyelembe.

### Közpénzkereső
A szervezet 2014-ben létrehozott egy Közpénzkereső nevű online alkalmazást, melyben nyilvános közbeszerzési adatokat tettek kereshetővé, böngészhetővé.

## Bírálatok
A Közbeszerzési Hatóság többször beperelte a Korrupciókutató Központot (először 2018. szeptember 27-én), mert véleményük szerint egy tanulmányukban valótlanul állították az online közbeszerzési adatbázisról, hogy az átláthatatlan. A keresetet többször elutasította a bíróság, majd 2019. május 22-én elmarasztaló határozatot hozott. 2019. augusztus 22-én a Fővárosi Ítélőtábla helyben hagyta az elsőfokú ítéletet, amely kimondja, hogy a Korrupciókutató Központ valótlan és manipulált adatokat használt föl és ezzel megsértette a felperres jó hírnevét. A kormányhoz közel álló médiumok álláspontja szerint aggályos a szervezet külföldi (részben Soros Györgyhöz köthető) finanszírozása és az ítélet is a szervezet megbízhatatlan működésére mutat rá.